# 桑原敬一 (政治家)
桑原 敬一（くわはら けいいち、1922年（大正11年）9月28日 - 2004年（平成16年）1月9日）は、日本の政治家、官僚。福岡市長（第29-31代）、労働事務次官を務めた。

## 経歴
太宰府天満宮の神職（安秀院三綱）の家系であり、福岡市教育部長を務めた桑原恭助の長男として福岡県太宰府市に生まれる。1940年福岡県中学修猷館、1943年旧制福岡高等学校文科丙類を経て、東京帝国大学法学部に進学し、在学中に陸軍主計少尉として学徒出陣をしている。1947年、第1回労働基準監督官採用試験に合格。1948年、東京大学法学部を首席で卒業後、労働省に入省。
1973年、福岡県副知事に就任。労働省大臣官房長、労働基準局長、労政局長などを経て、1979年、労働事務次官に就任。1981年、労働省を退官し、1983年、中央職業能力開発協会理事長を経て、1984年、福岡市の政務担当助役となり、1986年12月、福岡市長選挙に当選。以後連続3期12年を務める。1993年には第20代全国市長会会長にも選任されている。
福岡市長時代には、古来より交流の深いアジアにいち早く目を向け、「海に開かれたアジアの交流拠点都市づくり」という理念のもと、国際都市としてのまちづくりを積極的に推進し、1989年にアジア太平洋博覧会を成功させ、福岡アジア文化賞の創設、アジア太平洋センター（現・福岡アジア都市研究所）、福岡アジア美術館の設立、福岡アジア映画祭の開催など、アジアの文化を評価する事業を行なった。また、博多港－釜山港間の、JR九州と韓国鉄道庁の共同運航高速船「ビートル2世」による定期航路就航に貢献し、1991年3月に実現している。
1989年に福岡ダイエーホークスを招聘し、10年ぶりに福岡の地にプロ野球チームを復活させ、現在の福岡での野球人気に影響を与えた。その他、1995年にプロサッカークラブである福岡ブルックスを招聘、また、同年にユニバーシアード福岡大会を開催するなど、スポーツ振興にも貢献した。
1998年に福岡市長選挙に現職として立候補して連続当選を目指すも新人の山崎広太郎に敗れて市長を退任。
1999年、福岡市博物館館長に就任。2000年、勲一等瑞宝章を受章。
2004年1月9日、膵臓癌のため福岡市博多区の病院において死去。同年2月27日、九電記念体育館において市民葬が営まれた。